# フタロシアニン鉛(II)
フタロシアニン鉛(II)（英語: lead(II) Phthalocyanine,PbPc ）は、鉛イオンとフタロシアニンの共役塩基であるPc2−を含む塩である。有機鉛染料で、明るい紫色の粉末。光検出器の近赤外光吸収体としても使用される。シャトルコックに似た特徴的な構造をしている。